# مسجد جامع آدانا

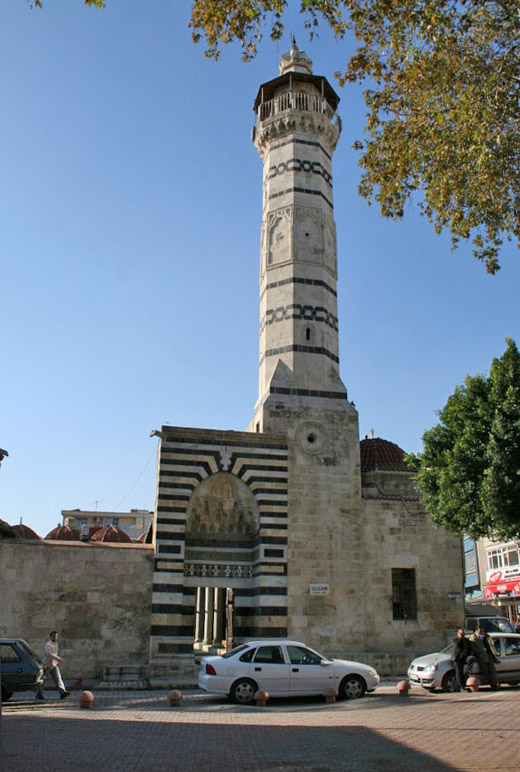
مسجد جامع آدانا در ترکیه

مسجد جامع آدانا (به ترکی استانبولی: Adana Ulu Camii) مسجدی است در شهر آدانای ترکیه، در سال ۱۵۰۷ بدستور خلیل بیگ ساخته شده و متشکل است از مسجد، مدرسه و مرقد خلیل بیگ.

## معماری
بنای مسجد مربع گونه است. معماری آن نمایشگر سبک دوران‌های ملوک الطوایفی و سلجوقیان است. این بنا همانقدر که بخاطر سبک معماری‌اش مورد توجه‌است. بجهت تزئینات با سنگ و بویژه سنگ‌های رنگارنگ و کاشی نیز مشهور است.

## نگارخانه

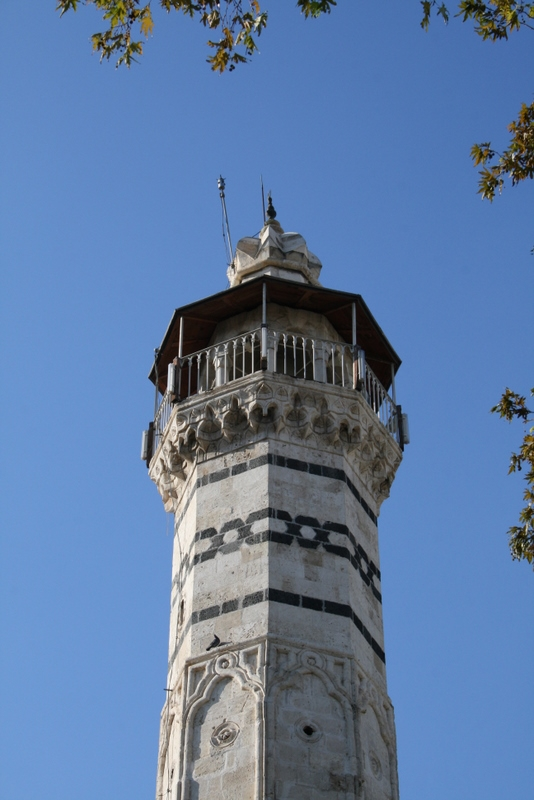
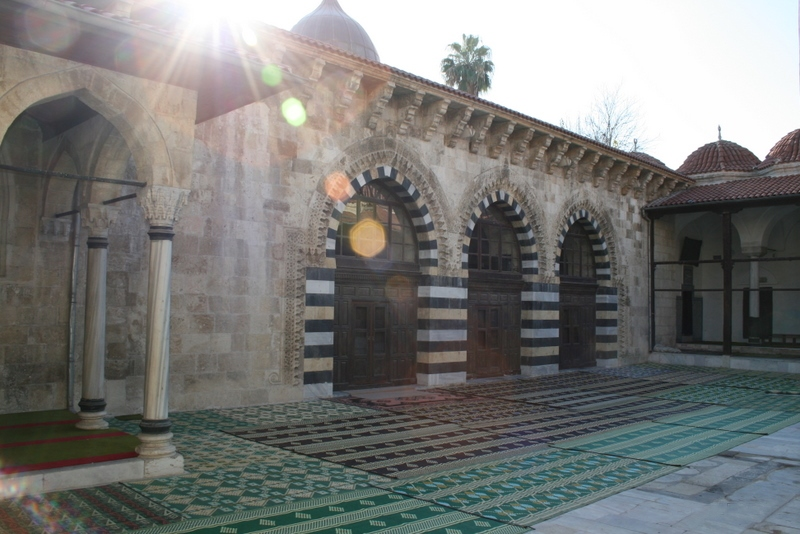
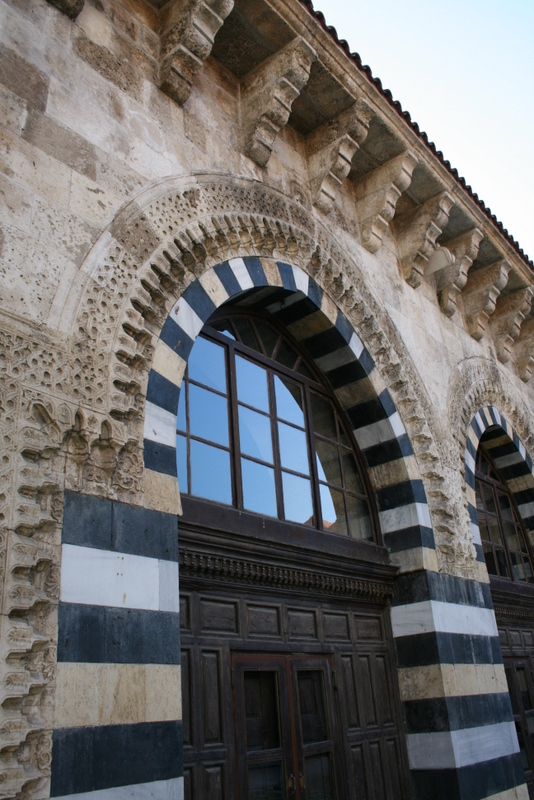
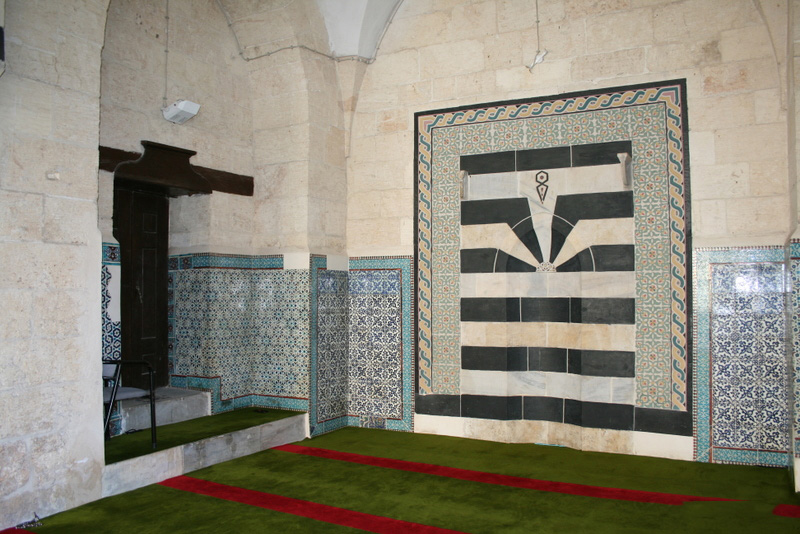
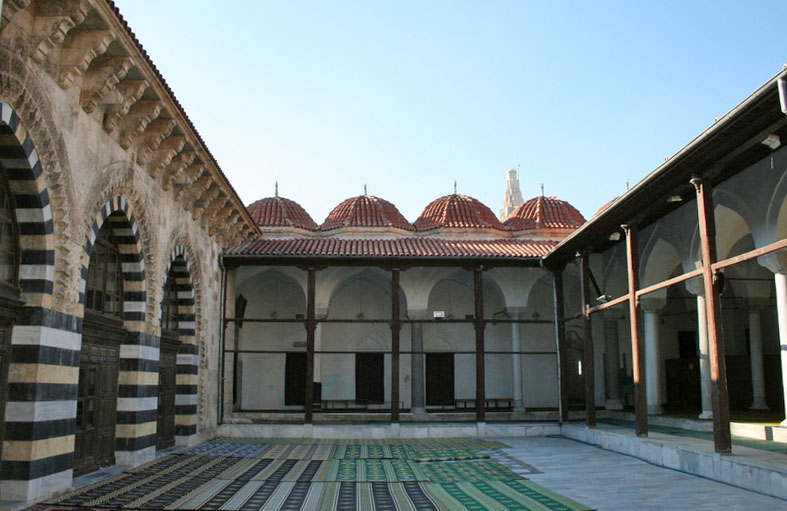
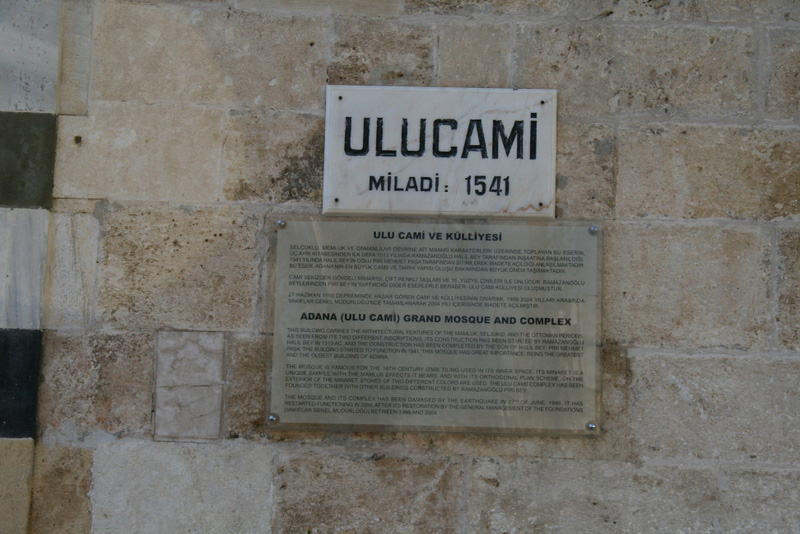
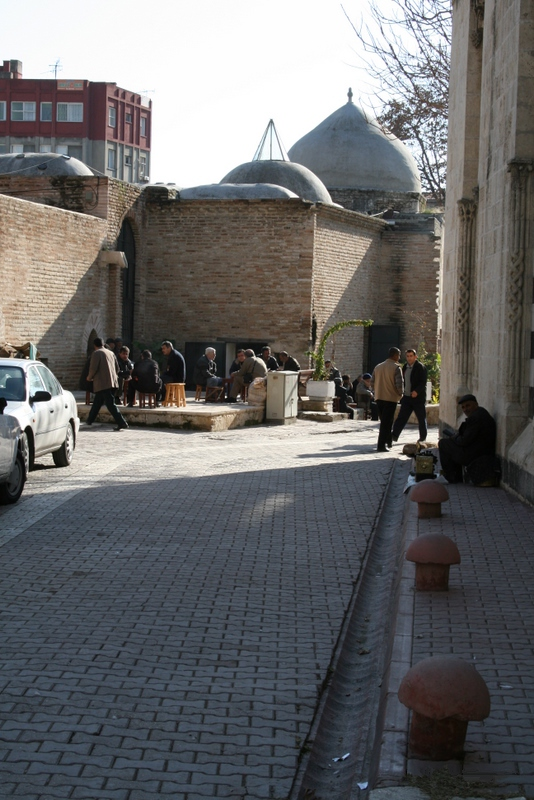
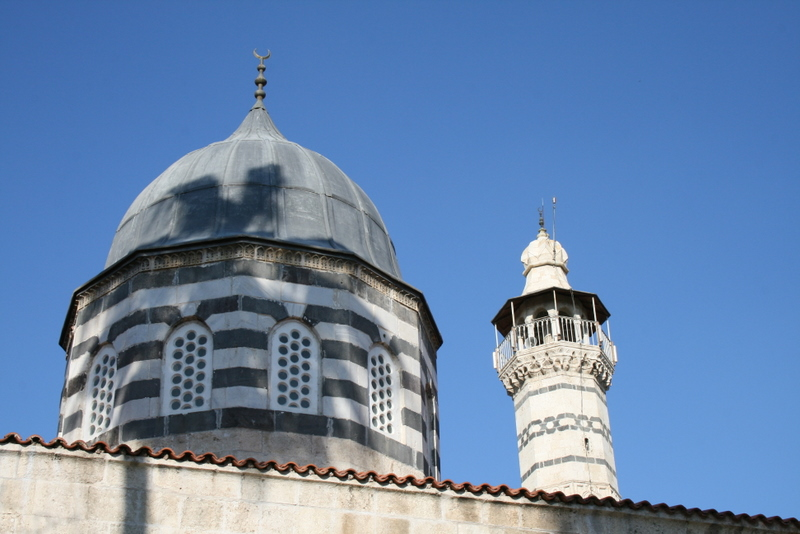